# Seznam malavijskih pesnikov
Seznam malavijskih pesnikov.

## C
- Steven Chimombo
- Frank M. Chipasula

## K
- Stanley Onjezani Kenani

## L
- Ken Lipenga

## M
- Jack Mapanje
- Jack McBrams
- Felix Mnthali
- Edison Mpina

## N
- Anthony Nazombe

## R
- David Rubadiri

## Z
- Paul Tiyambe Zeleza